# Elena Aga Rossi
Elena Aga Rossi (Cortina d'Ampezzo, 16 agosto 1940) è una storica italiana, docente di Storia contemporanea presso l'Università degli Studi dell'Aquila e la Scuola Superiore della Pubblica Amministrazione.

## Biografia
Elena Aga Rossi si è laureata in Lettere presso l'Università degli Studi di Roma "La Sapienza" con una tesi sul movimento Giustizia e Libertà e sulle origini del Partito d'Azione, con relatore il professor Guido Verucci. Durante la preparazione della tesi ha conosciuto lo storico Renzo De Felice, del quale è poi diventata assistente.
Ha successivamente insegnato nelle università di Padova, Pisa, Palermo, Roma "La Sapienza" e Luiss; ha inoltre svolto ricerche presso il Woodrow Wilson International Center for Scholars, l'Università di Oxford, la British Academy of Sciences, il Center for European Studies, l'Università di Harvard e la Stanford University.
È vedova dello storico russo Viktor Zaslavskij, con il quale nel 1997 ha pubblicato il saggio Togliatti e Stalin, basato su documenti degli archivi sovietici fino ad allora inediti nel quale sostiene, tra l'altro, che la "svolta di Salerno" – con cui il Partito Comunista Italiano abbandonò la pregiudiziale antimonarchica ed entrò nel governo Badoglio II – non derivò da una decisione autonoma di Palmiro Togliatti, bensì da un ordine diretto di Stalin. Per questo lavoro, nel 1998 ha ricevuto il premio Acqui Storia.
Il 22 aprile 2012 è stata insignita del Premio Renato Benedetto Fabrizi dell'ANPI.

## Opere
- Dal partito popolare alla Democrazia Cristiana, Rocca San Casciano, Cappelli, 1969
- Il movimento repubblicano, Giustizia e Libertà e il Partito d'Azione, Bologna, Cappelli, 1969
- Gli Stati Uniti e le origini della guerra fredda, Bologna, Il Mulino, 1984
- L'Italia nella sconfitta. Politica interna e situazione internazionale durante la seconda guerra mondiale, Napoli, Edizioni Scientifiche Italiane, 1985
- Una nazione allo sbando. L'armistizio italiano del settembre 1943 e le sue conseguenze, Bologna, Il Mulino, 1993 (premio Walter Tobagi 1995 per la storia)
- L'inganno reciproco. L'armistizio tra l'Italia e gli anglo-americani del settembre 1943, Roma, Ministero dei Beni Culturali, 1993
- Guerre e fascismo (1914-1943), Roma-Bari, Laterza, 1997 (vol. IV di Storia d'Italia, a cura di Giovanni Sabbatucci e Vittorio Vidotto)
- L'altra faccia della luna. i rapporti tra PCI, PCF e Unione Sovietica, Bologna, Il Mulino, 1997 (con Gaetano Quagliariello)
- Togliatti e Stalin. Il PCI e la politica estera staliniana negli archivi di Mosca, Bologna, Il Mulino, 1997 (con Victor Zaslavsky; premio Acqui Storia 1998)
- Operazione Sunrise. La resa tedesca in Italia 2 maggio 1945, Milano, Mondadori, 2005 (con Bradley F. Smith)
- Una guerra a parte. I militari italiani nei Balcani 1940-1945, Bologna, Il Mulino, 2011 (con Maria Teresa Giusti)
- Cefalonia. La resistenza, l’eccidio, il mito, Bologna, Il Mulino, 2017
- L' Italia tra le grandi potenze. Dalla seconda guerra mondiale alla guerra fredda, Bologna, Il Mulino, 2019